# 24 tháng 6
Ngày 24 tháng 6 là ngày thứ 175 (176 trong năm nhuận) trong lịch Gregory. Còn 190 ngày trong năm.

## Sự kiện
- 1571 – Nhà chinh phục Miguel López de Legazpi cho thiết lập khu định cư tại Manila, và tuyên bố đây là thủ đô của Đông Ấn Tây Ban Nha.
- 1812 – Đại quân của Hoàng đế Pháp Napoléon Bonaparte vượt sông Neman, khởi đầu xâm chiếm Đế quốc Nga.
- 1859 – Tại trận Solferino, trận đánh đóng vai trò quan trọng đối với sự thống nhất nước Ý, quân đội Pháp dưới quyền chỉ huy của Napoleon III đánh bại người Áo tại miền Bắc nước Ý.
- 1932 – Đảng Nhân dân lãnh đạo một cuộc đảo chính không đổ máu, chấm dứt quyền lực chuyên chế của Quốc vương Prajadhipok, Thái Lan trở thành một quốc gia quân chủ lập hiến.
- 1945 - Liên Xô tổ chức một cuộc diễu hành chiến thắng trước phát xít Đức ở Moskva.
- 1949 – Cuộc phong tỏa Berlin bắt đầu khi Liên Xô khiến việc di chuyển bằng đường bộ giữa Tây Đức và Tây Berlin là bất khả thi.
- 1954 – Chiến tranh Đông Dương: Lực lượng Việt Minh giành chiến thắng trước lực lượng Pháp trong trận Đắk Pơ tại Gia Lai, đây là trận đánh lớn cuối cùng trong cuộc chiến.
- 2012 – Cá thể rùa đảo Pinta cuối cùng chết tại quần đảo Galápagos, cá thể này là một biểu tượng cho những nỗ lực bảo vệ môi trường.
- 2021 – Hệ điều hành Windows 11 của Microsoft được công bố.

## Sinh
- 1946 - Nguyễn Đức Soát, Phó Tổng tham mưu trưởng Quân đội nhân dân Việt Nam
- 1977 - Nguyễn Phi Hùng, ca sĩ, diễn viên người Việt Nam
- 1978 - Juan Román Riquelme, cầu thủ bóng đá người Argentina
- 1987 - Lionel Messi, cầu thủ bóng đá người Argentina
- 1988 - Nichkhun, nam ca sĩ người Thái Lan trong nhóm nhạc 2PM của Hàn Quốc
- 1992 - David Alaba, cầu thủ bóng đá người Áo-Philippines
- 1999 - Darwin Núñez, cầu thủ bóng đá người Uruguay
- 2003 - Kim Sunoo, nam ca sĩ người Hàn Quốc trong nhóm nhạc ENHYPEN của Hàn Quốc

## Mất
- 1894 - Tổng thống Pháp Marie François Sadi Carnot bị người vô chính phủ Ý Sante Jeronimo Caserio đâm chết tại một buổi tiệc
- 1988 - Bùi Xuân Phái, họa sĩ Việt Nam (s. 1920).
- 2010 - Đỗ Quốc Sam, nhà khoa học và chính khách Việt Nam, Bộ trưởng đầu tiên của Bộ Kế hoạch và Đầu tư Việt Nam (s. 1929).
- 2015 - Trần Văn Khê, nhà nghiên cứu văn hóa, âm nhạc cổ truyền nổi tiếng ở Việt Nam (s. 1921)
- 2021 - Benigno Aquino III, cựu Tổng thống Philippines (s. 1960)